# 857
857 (DCCCLVII) fue un año común comenzado en viernes del calendario juliano, en vigor en aquella fecha.

## Acontecimientos
- Miguel III, emperador bizantino, recluye a su madre en un convento, bajo la influencia de su tío, Bardas, quien pasa a ser la persona más influyente del Imperio.

## Fallecimientos
- 13 de marzo, San Rodrigo es condenado a muerte y degollado.